# NGC 1666
NGC 1666 è una galassia lenticolare situata nella costellazione dell'Eridano, a una distanza di circa 131 milioni di anni luce dalla nostra Via Lattea.

## Scoperta
La galassia è stata scoperta il 1 novembre 1886 dall'astronomo statunitense Lewis Swift.